# EH EB 38–49, 61–63
Die fünfzehn bimodalen Lokomotiven für den Betrieb mit Oberleitung und Akkumulator EB 38–49, 61–63 des Herstellers Jung wurden 1958 und 1963 für Eisenbahn und Häfen (EH) in Duisburg gebaut. Die Lokomotiven waren bis 1987 in Betrieb und wurden dann ausgemustert sowie verschrottet. Eine Lokomotive ist nicht erhalten geblieben.

## Geschichte
Für den Einsatz auf ihren weitverzweigten Gleisanlagen beschaffte die Eisenbahn und Häfen GmbH neben großen vierachsigen Hybridlokomotiven mit kombiniertem Antrieb als Elektrolokomotive und dieselelektrischem Antrieb EH 101...165 mehrere kleine bimodale Lokomotiven für den Betrieb mit Oberleitung und Akkumulator. Die fünfzehn Lokomotiven wurden von der Lokomotivfabrik Jung geliefert.
1958 wurden zwölf 12 Lokomotiven geliefert, die die Bezeichnung EB 38–EB 49 erhielten. 1963 kamen drei Lokomotiven hinzu, sie erhielten die Bezeichnung EB 61–EB 63. Es gab Versuche, zwei Lokomotiven zu einer festgekuppelten Bo-Bo-Einheit zu verbinden, die jedoch nicht erfolgreich waren. Ferner gab es Überlegungen, die Akkumulatoren durch einen Hilfsdiesel zu ersetzen. Diese wurden allerdings nicht in die Tat umgesetzt.
Die Lokomotiven wurden anfangs mit dem Kürzel EB, gleichbedeutend als Lokomotive mit Elektro/Batterieantrieb, bezeichnet. Diese Bezeichnung wurde bis 1. Juni 1978 beibehalten. Danach wurden die EB 42–EB 45 sowie die EB 48 ausgemustert. Die verbliebenen Lokomotiven wurden zwischen 1978 und 1984 mit einer dreistelligen Nummer nach dem Halterkürzel EH bezeichnet und blieben bis 1987 im Dienst.
Die Lokomotive EH EB 41, danach die EH 367, wurde 1987 als Denkmal auf einem Spielplatz in Oberhausen aufgestellt. Die Lok blieb dort bis Mai 2004 und wurde dann als letzte ihrer Gattung verschrottet.

## Technische Beschreibung
Die Lokomotiven besaßen einen geschweißten Blechrahmen, in ihm sind die beiden Achsen über verschleißfreie Megi-Federung gelagert. Zusätzlich angebrachte Stoßdämpfer sorgten für einen ruhigen Lauf der Lokomotive. Vor dem Mittenführerstand lagen die beiden Vorbauten, in denen die Akkumulatoren gelagert waren. Die Wartung erfolgte von oben, dafür konnten die oberen Verschlüsse nach vorn umgeklappt werden. Die Achsen wurden von zwei Motoren mit Tatzlagerantrieb angetrieben.
Die Gleichstromlokomotiven erhielten den Strom aus der Oberleitung und bei nicht elektrifizierten Gleisen aus den Akkumulatoren. Dafür war in jedem Vorbau ein Batteriesatz mit 16 Trögen zu je 10 Zellen untergebracht. Die Lokomotiven besaßen in dem Führerstand diagonal je einen Führerstand in Fahrtrichtung rechts. Die Druckluftbremse war eine Klotzbremse, beide Achsen wurden beidseitig abgebremst. Ein elektrisch angetriebener Druckluftkompressor versorgte die die Bremse und die Hilfsbetriebe, bestehend aus Besandungsanlage, Typhon und Läutewerk. Es wurde die jeweils erste Achse in Fahrtrichtung von vorn gesandet.